# René Araou
René Araou (ur. 18 października 1902 w Narbonie, zm. 8 stycznia 1955 tamże) – francuski rugbysta grający na pozycji filara młyna, olimpijczyk, zdobywca srebrnego medalu w turnieju rugby union na Letnich Igrzyskach Olimpijskich w 1924 roku w Paryżu.

## Kariera sportowa
W trakcie kariery sportowej reprezentował klub RC Narbonne, z którym wystąpił w finałach mistrzostw Francji w 1932 i 1933 roku.
Z reprezentacją Francji zagrał w turnieju rugby union na Letnich Igrzyskach Olimpijskich 1924. Wystąpił w jednym meczu tych zawodów – 4 maja Francuzi rozgromili na Stade de Colombes Rumunię 61–3. Wygrywając z Rumunami, lecz przegrywając z USA zajęli w turnieju drugie miejsce zdobywając tym samym srebrne medale igrzysk.
Był to jego jedyny występ w reprezentacji kraju.